# Армандо Альфахеме
Армандо Альфахеме (ісп. Armando Alfageme; нар. 3 листопада 1990, Ліма) — перуанський футболіст, захисник клубу «Депортіво Мунісіпаль».
Виступав, зокрема, за клуби «Універсітаріо де Депортес» та «Універсідад Текніка», а також національну збірну Перу.

## Клубна кар'єра
Народився 3 листопада 1990 року в місті Ліма. Вихованець футбольної школи клубу «Універсітаріо де Депортес». Дорослу футбольну кар'єру розпочав 2012 року в основній команді того ж клубу, взявши участь лише у 2 матчах чемпіонату.
Решту сезону 2012 року провів у складі команд клубів «Реал Гарсіласо» та «Уніон Комерсіо» не провівши жодного матчу.
До складу клубу «Універсідад Текніка» приєднався в 2013 році, провівши за сезон лише 23 матчі.
До складу клубу «Депортіво Мунісіпаль» приєднався 2014 року. Відтоді встиг відіграти за команду з Ліми 82 матчі в національному чемпіонаті.

## Виступи за збірну
2016 року дебютував в офіційних матчах у складі національної збірної Перу. Наразі провів у формі головної команди країни 2 матчі.
У складі збірної був учасником розіграшу Кубка Америки 2016 року в США.